# Texas (pel·lícula de 1941)
Texas és una pel·lícula western estatunidenca de 1941 dirigida per George Marshall i protagonitzada per William Holden, Glenn Ford i Claire Trevor. Va ser una de les primeres pel·lícules tant per a Holden (la seva setena actuació acreditada) com per a Ford (la seva novena). Va ser dissenyada per Columbia com una continuació, encara que no una seqüela, de Arizona de l'any anterior, que també va protagonitzar Holden. Està doblada al català.

## Argument
Dos veterans confederats, abatuts i sense llar, es dirigeixen a Texas per començar de nou.

## Repartiment
- William Holden com Dan Thomas
- Glenn Ford com Tod Ramsey
- Claire Trevor com 'Mike' King
- George Bancroft com Windy Miller
- Edgar Buchanan com Buford "Doc" Thorpe
- Don Beddoe com xèrif
- Andrew Tombes com Tennessee
- Addison Richards com Matt Lashan
- Edmund MacDonald com Comstock
- Joseph Crehan com Dusty King
- Willard Robertson comWilson
- Edmund Cobb com Blaire